# Форест-Ейкерс (Південна Кароліна)
Форест-Ейкерс (англ. Forest Acres) — місто (англ. city) в США, в окрузі Ричленд штату Південна Кароліна. Населення — 10 617 осіб (2020).

## Географія
Форест-Ейкерс розташований за координатами 34°1′59″ пн. ш. 80°58′23″ зх. д. / 34.03306° пн. ш. 80.97306° зх. д. (34.033120, -80.973161).  За даними Бюро перепису населення США в 2010 році місто мало площу 12,86 км², з яких 11,90 км² — суходіл та 0,96 км² — водойми.

## Демографія
Згідно з переписом 2010 року, у місті мешкала 10 361 особа в 4880 домогосподарствах у складі 2682 родин. Густота населення становила 805 осіб/км².  Було 5376 помешкань (418/км²).
Расовий склад населення:
| - 76,0 % — білих - 19,4 % — чорних або афроамериканців - 1,5 % — азіатів - 0,2 % — корінних американців - 0,1 % — вихідців з тихоокеанських островів - 1,0 % — осіб інших рас |

До двох чи більше рас належало 1,9 %. Частка іспаномовних становила 3,0 % від усіх жителів.
За віковим діапазоном населення розподілялося таким чином: 21,0 % — особи молодші 18 років, 59,9 % — особи у віці 18—64 років, 19,1 % — особи у віці 65 років та старші. Медіана віку мешканця становила 43,0 року. На 100 осіб жіночої статі у місті припадало 84,8 чоловіків;  на 100 жінок у віці від 18 років та старших — 80,4 чоловіків також старших 18 років.
Середній дохід на одне домашнє господарство  становив 80 527 доларів США (медіана — 54 909), а середній дохід на одну сім'ю — 107 537 доларів (медіана — 83 750). Медіана доходів становила 56 865 доларів для чоловіків та 46 515 доларів для жінок. За межею бідності перебувало 11,0 % осіб, у тому числі 19,2 % дітей у віці до 18 років та 7,1 % осіб у віці 65 років та старших.
Цивільне працевлаштоване населення становило 5172 особи. Основні галузі зайнятості: освіта, охорона здоров'я та соціальна допомога — 31,9 %, фінанси, страхування та нерухомість — 12,7 %, науковці, спеціалісти, менеджери — 11,4 %.